# 1947年鐵路
此條目列出1947年發生有關鐵路運輸的事件。

## 事件

### 1月
- 1月1日：葡萄牙鐵路公司進行重組，取代葡萄牙許多私人鐵路公司。
- 1月19日：巴爾的摩及俄亥俄鐵路開行辛辛那提人號列車（英语：Cincinnatian (passenger train)）來往巴爾的摩和辛辛那提。

### 5月
- 5月5日：倫敦地鐵中央線由斯特拉特福站延長至萊頓斯通站。

### 6月
- 6月30日：倫敦地鐵中央線由北阿克頓站延長至格林福德站。

### 8月
- 8月6日：英國國會通過了1947年交通法案（英语：Transport Act 1947），將主要的大不列顛鐵路全部在1948年國有化[1]。

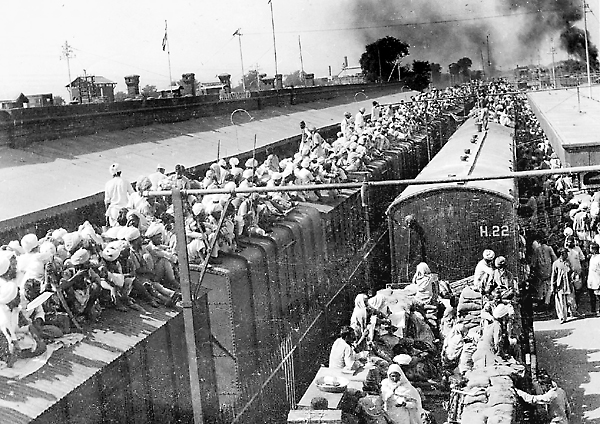
印巴分治後旁遮普一個鐵路車站的難民

- 8月14日至15日：印巴分治導致西北（英语：North Western Railway (India)）、孟加拉阿薩姆（英语：Bengal Assam Railway）與焦特布爾鐵路組成新的巴基斯坦鐵路組織，以及對兩國以鐵路形式進行大規模人口遷徙[2]。查謨－錫亞爾科特線（英语：Jammu–Sialkot Line）停止完整運行。

### 9月
- 9月17日：美國自由列車（英语：American Freedom Train）載有美國憲法、美國獨立宣言及美國權利法案原版的列車，在費城開始進行為期兩年的巡迴。

### 10月
- 10月1日：芝加哥交通管理局（CTA）在收購了芝加哥地面路線（英语：Chicago Surface Lines）和芝加哥快速交通公司（英语：Chicago Rapid Transit Company）後，開始營運本地交通（巴士及地鐵）。
- 10月18日：阿拉斯加鐵路開行極光號列車（英语：Aurora (passenger train)），來往費爾班克斯和安克雷奇[3]。

### 12月
- 12月14日：倫敦地鐵中央線由萊頓斯通站延長至伍德福德站，並加設海諾特環線至紐貝利公園站。
- 12月27日：新京成線通車營運。